# Жовтий «захід сонця» (барвник)
Жовтий «захід сонця», також  спеціальний жовтий FCF (англ. Sunset yellow FCF) — харчовий барвник, зареєстрований як харчовий додаток E110.
Жовто-помаранчевий барвник, застовування — пресерви із фруктів, кондвироби, морозиво, їстівні оболонки сирів, фруктові вина 	Схвалений в ЄС, США, Україні.
В Україні барвник є в переліку дозволених харчових добавок.